# Лайнефельде-Ворбис
Лайнефельде-Ворбис (нем. Leinefelde-Worbis) — город в Германии, в земле Тюрингия. Основан в 1816.

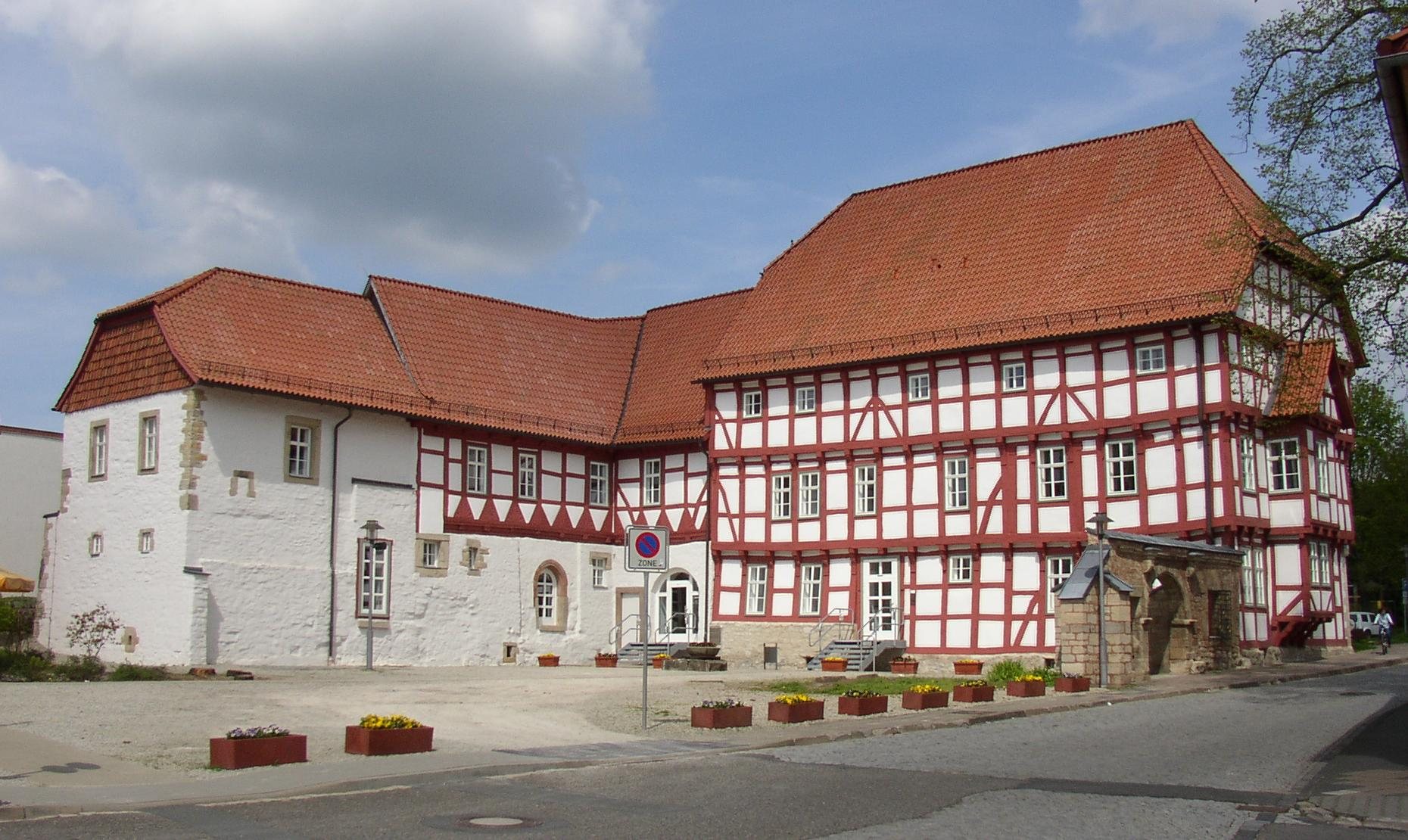
Здание ЗАГСа

Входит в состав района Айхсфельд. Население составляет 19 700 человек (на 31 декабря 2010 года). Занимает площадь 96,55 км². Официальный код — 16 0 61 115.
Город подразделяется на 9 городских районов.

## Фотографии

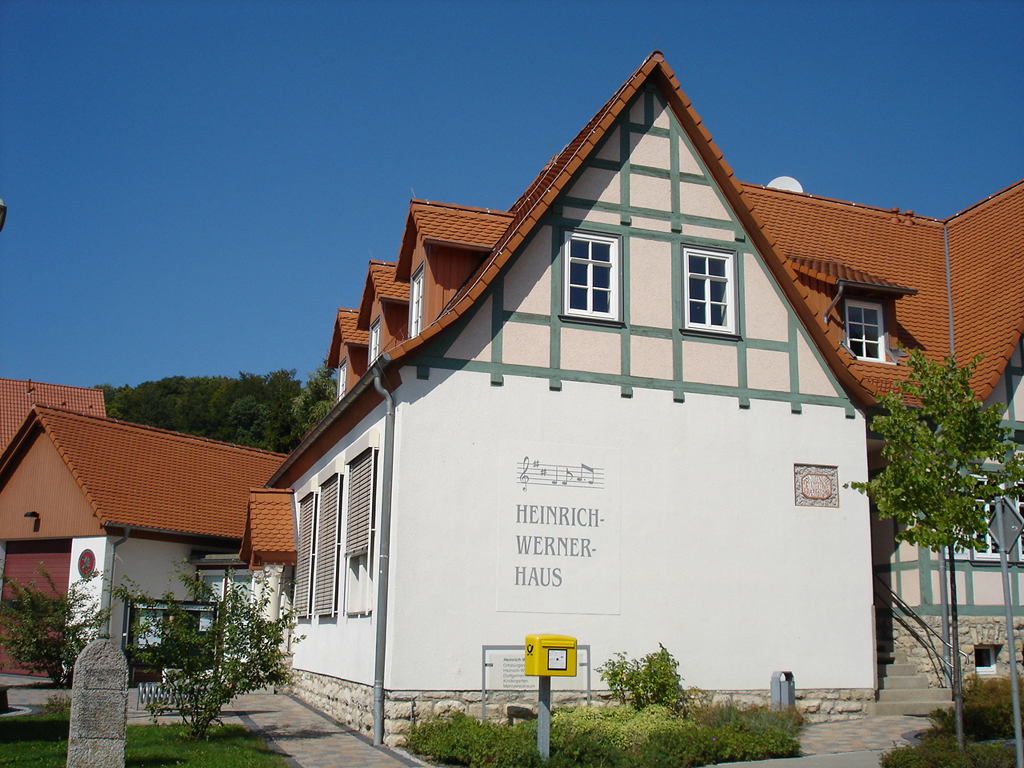
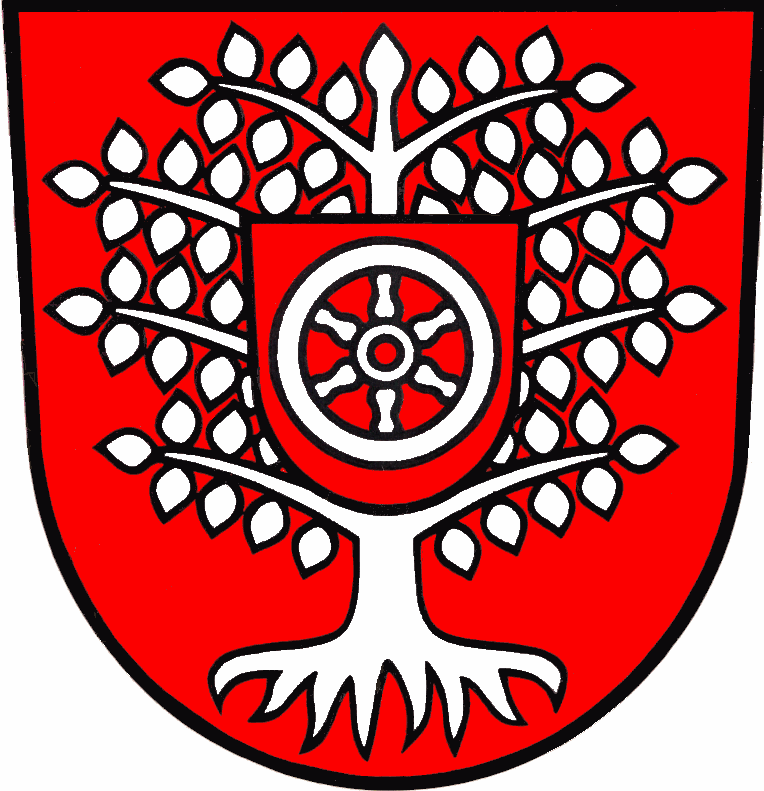
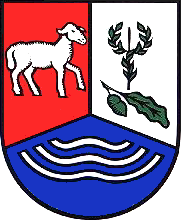
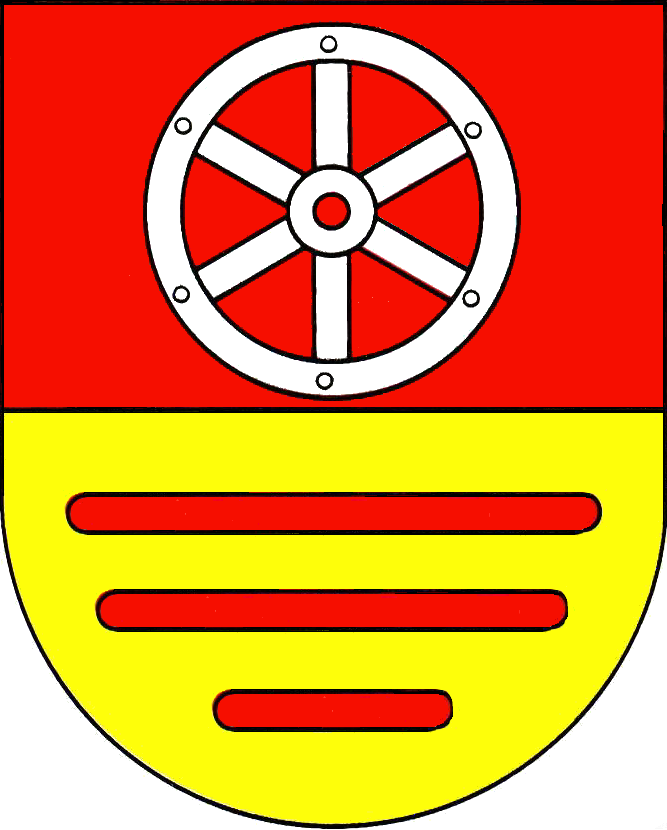